# Брюссельская конференция (1874)
Брюссельская конференция 1874 года, — международная конференция по кодификации законов и обычаев войны, которая прошла с 15 (27) июня по 15 (27) августа 1874 год в Брюсселе. Инициатором конференции выступила Россия; председателем был избран её представитель А. Г. Жомини. Участие принимали Россия, Германия, Австро-Венгрия, Бельгия, Дания, Испания, США, Франция, Великобритания, Иран, Нидерланды, Норвегия, Португалия, Турция, Швеция. Основной целью конференции являлось уменьшение страдания людей во время вооруженных конфликтов государств посредством кодификации законов и обычаев войны.
В русском циркуляре от 17 апреля 1874 года, который послужил приглашением европейских государств на Брюссельскую конференцию, было указано, «чем более развивается в настоящее время солидарность, предназначенная приблизить и соединить народы, как членов одной общей семьи, чем более, с другой стороны, военная их организация имеет назначением придать их распрям характер борьбы между вооруженными нациями, тем более оказывается необходимым определить точнее, чем до сих пор, законы и обычаи, согласные с состоянием войны, для того чтобы ограничить её последствия и уменьшить её бедствия, насколько это возможно и желательно. В виду этой цели кажется необходимым, посредством взаимного соглашения, установить правила, которые должны быть обязательны как для самих правительств, так и для армий, на основании полнейшей взаимности».
С этой целью был предложен проект Конвенции о законах и обычаях сухопутной войны, задача которой заключалась в установлении ряда обязательных правил ведения войны, чтобы тем самым ограничить приносимые войной бедствия.

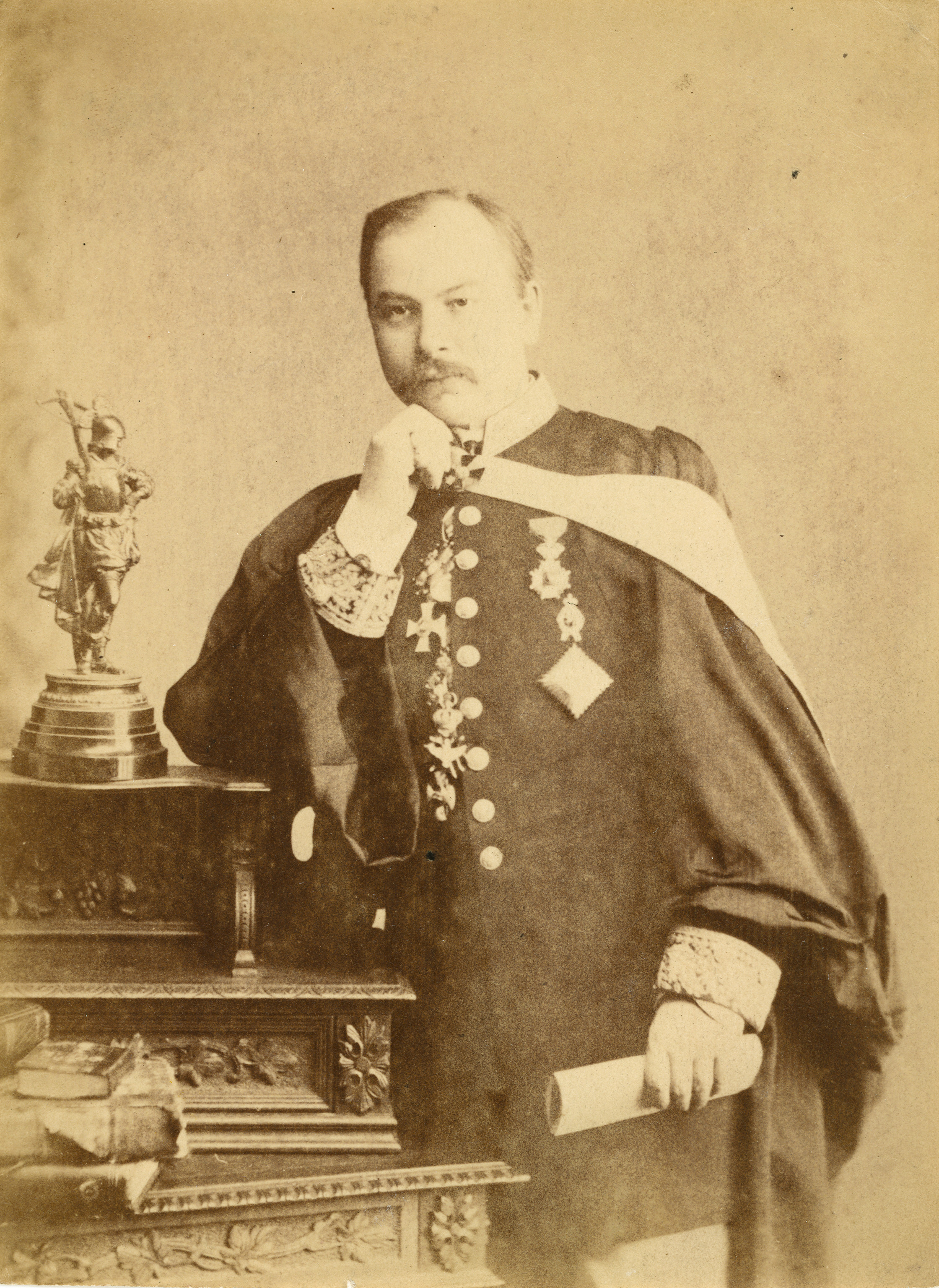
Фёдор Фёдорович Мартенс

Автором проекта конвенции выступил российский (эстляндский) юрист-международник Фридрих Фромхольд Мартенс, тогда ещё мало известный и в России, и в мире. В своей работе над проектом конвенции учёный руководствовался принципами, которые содержались в Петербургской конвенции 1868 года, а также многими общепризнанными международными обычаями и в целом международным правом того времени.
В проекте конвенции предусматривалась подробная регламентация прав воюющих сторон в отношении друг друга и частных лиц, а также порядок сношений между воюющими сторонами и разрешениями вопроса о репрессалиях.
Организаторы конференции полагали, что работа, которая была проделана над проектом конвенции, позволяет надеяться на быстрое и единогласное её принятие. Тем не менее, представители государств-участников в подавляющем большинстве отказались поддержать предложенный проект. Хотя сам текст не встретил серьёзных возражений, идея ограничения войны международными нормами натолкнулась на сопротивление со стороны участников.
Возражения в своем большинстве были направлены не из-за несовершенства положений конвенции, а именно по причине невозможности принятия самой идеи ограничения войны какими-то международными правилами. В итоге конференция приняла предложенный проект в виде Брюссельской декларации, то есть документа, который носил рекомендательный характер. Международной общественности необходимо было морально созреть для принятия общеобязательной конвенции.
Интересным является тот факт, что представитель Великобритании (которая являлась одной из активных противников принятия ограничений ведения войны) на этой конференции получил от своего правительства указание не принимать участия в дебатах. По этому поводу Ф. Ф. Мартенс отметил, что «пресловутое молчание английского делегата компрометировало конференцию гораздо сильнее, чем если бы он отсутствовал вовсе».
В результате положения декларации так и остались лишь рекомендательными по своему характеру, однако сам по себе факт проведения конференции был чрезвычайно важен, поскольку представлял собой первую в истории международных отношений попытку кодификации законов и обычаев сухопутной войны.
В своей монографии автор проекта Брюссельской декларации Ф. Ф. Мартенс, отмечал, что «труды брюссельской конференции никогда не будут забыты, всегда будут иметь благодеятельное влияние на военные действия, и никогда не могут быть вычеркнуты из истории русской политики, направленной к достижению истинно гуманных и великодушных целей».
Буквально в следующем году итоги Брюссельской конференции и её значимость была поддержана на очередной сессии Института международного права (г. Гент) в августе 1875 года. Результаты Брюссельской конференции легли в основу Гаагских конвенций и деклараций 1899 года.